# George W. Morrison

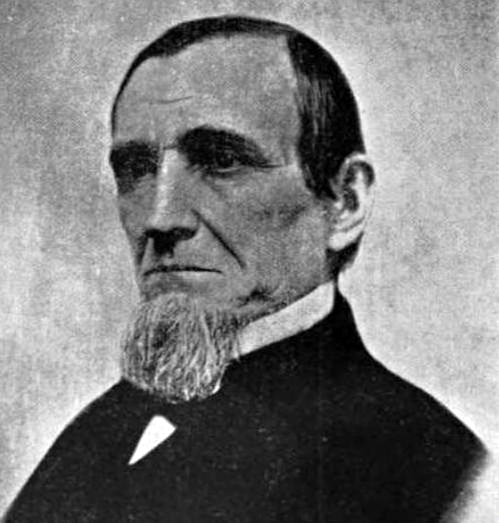
George W. Morrison

George Washington Morrison (* 6. Oktober 1809 in Fairlee, Vermont; † 21. Dezember 1888 in Manchester, New Hampshire) war ein US-amerikanischer Politiker. Zwischen 1850 und 1851 sowie nochmals von 1853 bis 1855 vertrat er den Bundesstaat New Hampshire im US-Repräsentantenhaus.

## Werdegang
George Morrison besuchte die öffentlichen Schulen seiner Heimat sowie die Thetford Academy. Danach arbeitete er selbst für einige Zeit als Lehrer. Nach einem Jurastudium und seiner im Jahr 1835 erfolgten Zulassung als Rechtsanwalt begann er in Manchester in seinem neuen Beruf zu praktizieren.
Morrison war Mitglied der Demokratischen Partei. In den Jahren 1840 und 1841 war er Abgeordneter im Repräsentantenhaus von New Hampshire. Zwischen 1845 und 1849 amtierte er als Staatsanwalt im Hillsborough County; von 1849 bis 1850 saß er im Staatssenat. Nach dem Rücktritt des Kongressabgeordneten James Wilson wurde Morrison bei der notwendigen Nachwahl im dritten Wahlbezirk von New Hampshire als dessen Nachfolger in den Kongress gewählt. Dort beendete er zwischen dem 8. Oktober 1850 und dem 3. März 1851 die angebrochene Legislaturperiode seines Vorgängers. Da er aber bei den regulären Kongresswahlen des Jahres 1850 gegen Jared Perkins von der Whig Party verlor, musste er im März 1851 wieder aus dem Kongress ausscheiden.
Bei den Kongresswahlen des Jahres 1852 wurde er im zweiten Wahlbezirk von New Hampshire erneut in das US-Repräsentantenhaus in Washington gewählt. Dort trat er am 4. März 1853 die Nachfolge von Charles H. Peaslee an. Da er bei der Wahl des Jahres 1854 an Mason Tappan von der American Party scheiterte, konnte er bis zum 3. März 1855 nur eine Legislaturperiode im Repräsentantenhaus verbringen, die von heftigen Diskussionen vor allem um die Frage der Sklaverei bestimmt war.
Nach dem Ende seiner Zeit im Repräsentantenhaus arbeitete George Morrison noch bis 1872 als Anwalt. Dann zog er sich in den Ruhestand zurück. Er starb am 21. Dezember 1888 in Manchester und wurde dort auch beigesetzt.